# Dub Taylor
Pour les articles homonymes, voir Taylor.
Dub Taylor est un acteur et réalisateur américain, né le 26 février 1907 à Richmond, en Virginie, et mort le 3 octobre 1994 à Los Angeles, en Californie (États-Unis).

## Filmographie

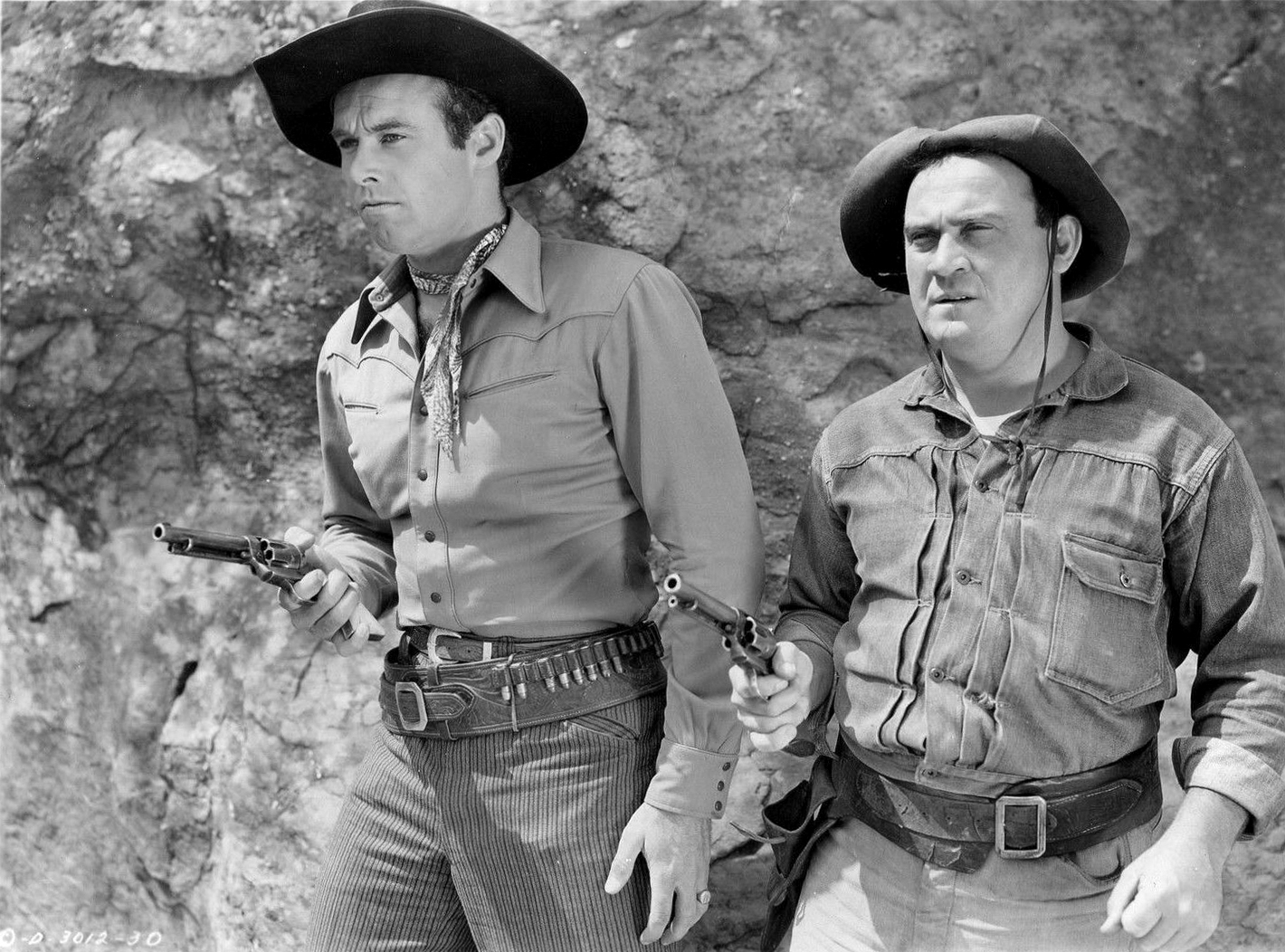
Dub Taylor (à droite) avec Tex Harding dans Rustlers Of The Badlands (1945).

### comme réalisateur
- 1951 : The Dub Taylor Show (série télévisée)